# Granulomatosi linfomatoide
La granulomatosi linfomatoide è un raro disordine linfoproliferativo che colpisce i polmoni, la cute e il sistema nervoso centrale.

## Storia
Il disordine è stato caratterizzato per la prima volta nel 1972.

## Epidemiologia
Attualmente, a causa della difficile interpretazione del quadro diagnostico e clinico, l'incidenza e la prevalenza di tale disordine sono di difficile interpretazione. Tuttavia, la granulomatosi linfomatoide è un disordine estremamente raro.

## Anatomia patologica
La granulomatosi linfomatoide colpisce il polmone, la pelle e il sistema nervoso centrale. È caratterizzata da infiltrati perivascolari ricchi di cellule plasmocitoidi e linfoidi con notevoli atipie cellulari, reperto che, se osservato nel tessuto polmonare pone notevoli problematiche di diagnosi differenziale con la granulomatosi di Wegener.

## Eziologia e patogenesi
Benché non si conoscano ancora le diverse tappe patogenetiche per lo sviluppo di tale disordine, è stato chiamato in causa il virus di Epstein-Barr.

## Profilo clinico e terapia
Benché il disordine colpisca primariamente il polmone, circa un terzo dei pazienti può manifestare lesioni ad altri organi compreso il sistema nervoso. Il profilo clinico dipende essenzialmente dalla compromissione struttura e funzionale dell'organo colpito con manifestazioni di difficile interpretazione clinica.
La granulomatosi linfomatoide non è eradicabile con la chemioterapia, benché uno schema terapeutico possa essere svolto in base ai protocolli d'impiego di interferone proposti dal Dr. Wyndham H. Wilson e approvati dal National Institutes of Health..

## Diagnosi
La diagnosi può essere posta solo in seguito ad un'adeguata osservazione clinica e ad una corretta valutazione anatomo patologica del frammento bioptico.

## Prognosi
La natura linfoproliferativa del disordine è testimoniata dalla estrema tendenza (oltre il 50%) di sviluppo di linfomi maligni, in genere non-Hodgkin.